# 狭室马先蒿
狭室马先蒿（学名：Pedicularis stenotheca）为列当科马先蒿属的植物，是中国的特有植物。分布于中国大陆的西藏等地，生长于海拔3,900米的地区，常生长在针叶林中禾草丛生的土岸上，目前尚未由人工引种栽培。